# أسماك الرعاد
الرَّعَّاد (المفرد: رَعَّادة) جاء في معجم الحيوان للفريق أمين معلوف أن (رَعَّادة) يطلق على اسماك عديدة منها الفَترَة، وهو نوع من السلور الكهربائي في النيل كذلك السمكة المخدِّرة، وهو نوع من الورنك وغير ذلك من الاسماك. وهو مجموعة من الرَّعَّاديات وهي أسماك غضروفية مسطحة ذات زعانف صدرية وهي تشمل رتبة أسماك الطربيد. وهذه النوعية من الأسماك معروفة بقدرتها على إصدار شحنة كهربية، والتي تتراوح قوتها من مقدار قليل يبلغ 8 فولت وتصل إلى 220 فولت، حسب كل نوع، وتستخدمها في صعق فريستها وللدفاع عن نفسها. هناك أربع فصائل تحتوي على 69 نوعاً.
من المحتمل أن تكون الأنواع المعروفة بشكل أكبر هي تلك الخاصة بـ جنس طربيد ، وهي تُدعى أيضًا اللقيطة الكهربية وسمك الرعاد الكهربي، ونسبة لذلك أطلق عليها اسم طربيد.

## الوصف
للرعًّاد قرص صدري مُستدير به زعنفتان ظهريتان، كبيرتان، ومستديرتان عند الزوايا (ليستا حادتين أو معقوفتين)،ويكونان صغيرتين في أسماك الرعًّاد الصغار، وذيل عضلي وسميك مع زعنفة ذيلية متطورة. ويكون جسمه رخواً وسميكاً ذا جلد ناعم وأملس خالياَ من السنينات الجلدية والأشواك. ويوجد به زوج من الأعضاء الكهربائية على شكل كلية في أسفل الزعانف الصدرية. ويكون الخطم (الأنف) عريضاً وكبيراً في عائلة النارسينيديه لكنه أقل حجمًا في العائلات الأخرى. ويوجد كل من الفم وفتحتي الأنف وخمسة أزواج من شقوق خيشوم طولية أسفل القرص.
ويوجد الرَّعَّاد في المياه الساحلية الضحلة على الأقل على عمق 1,000 متر (3,300 قدم). فهذا السمك خامل وبطيء، ويدفع نفسه في الماء باستخدام ذيوله بدلاً من استخدام أجسامه قرصية الشكل مثلما تفعل الأسماك الرًّعادة الأخرى، وتتغذى على اللافقاريات والأسماك الصغيرة. فهو يرقد في الرمال، أو أي طبقة سفلية أخرى من أجل اصطياد فريسته باستخدام الكهرباء، التي تصدر منه لتصعقها وتمسك بها.

## علاقتها بالإنسان

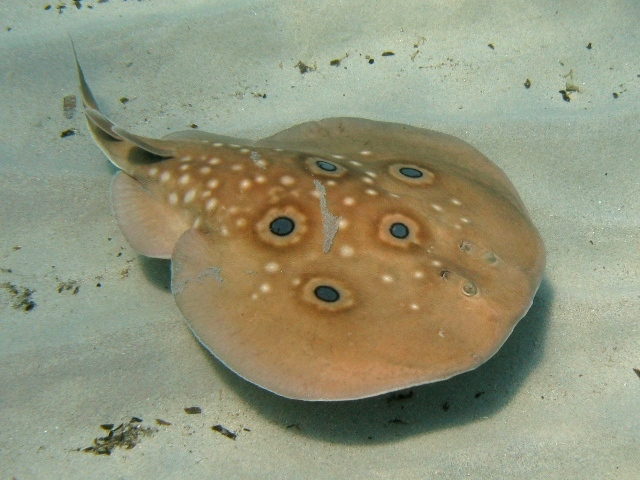
يُعرف الرَّعَّاد بخصائصه الكهربائية منذ العصور القديمة. حيث كان يستخدمه اليونانيون القدماء في تخدير ألم الولادة، وفي إجراء العمليات.[1] ويدين العالم الكاتب اليوناني مينو ،أفلاطون في حواره عن كتابه سقراط بـ«صعق» الأشخاص بتساؤلاته المحيرة مثلما تفعل أسماك الطربيد بالكهرباء.[2] وقد سجل الطبيب الروماني سكريبونيوس لارجوس أن هناك استخدامًا لأسماك الرَّعَّاد وذلك في علاج الصداع والنقرس في مقالاته الطبية لـ 46 بعد الميلاد.[3] وتظهر أسماك الطربيد أو الرَّعَّاد، بشكل مستمر في المؤرخات الطبيعية الموجودة قبل العصر الحديث كمخلوق سحري، وقد كانت قدرته على تخدير الصيادين دون أي لمس مصدراً مهماً، كدليل على الاعتقاد في صفاته التنجيمية في الطبيعة خلال عصور ما قبل اكتشاف الكهرباء كنمط تفسيري لذلك.[4

يُعرف الرَّعَّاد بخصائصه الكهربائية منذ العصور القديمة. حيث كان يستخدمه اليونانيون القدماء في تخدير ألم الولادة، وفي إجراء العمليات. ويدين العالم الكاتب اليوناني مينو ،أفلاطون في حواره عن كتابه سقراط بـ«صعق» الأشخاص بتساؤلاته المحيرة مثلما تفعل أسماك الطربيد بالكهرباء. وقد سجل الطبيب الروماني سكريبونيوس لارجوس أن هناك استخدامًا لأسماك الرَّعَّاد وذلك في علاج الصداع والنقرس في مقالاته الطبية لـ 46 بعد الميلاد. وتظهر أسماك الطربيد أو الرَّعَّاد، بشكل مستمر في المؤرخات الطبيعية الموجودة قبل العصر الحديث كمخلوق سحري، وقد كانت قدرته على تخدير الصيادين دون أي لمس مصدراً مهماً، كدليل على الاعتقاد في صفاته التنجيمية في الطبيعة خلال عصور ما قبل اكتشاف الكهرباء كنمط تفسيري لذلك.

## الكهرباء الحيوية

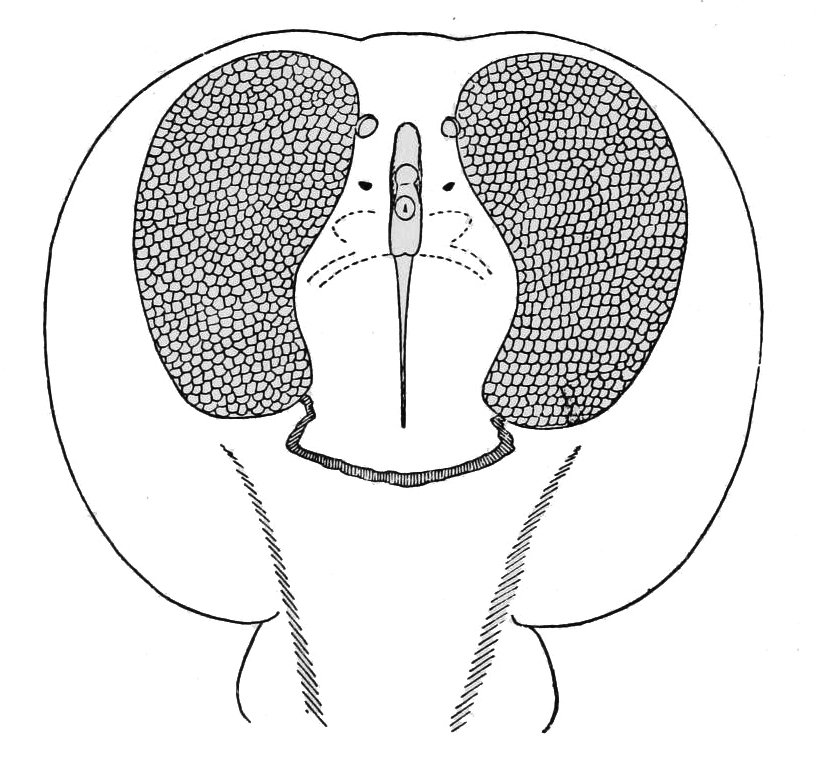
العضوان الكهربائيان

يُعرف رَّعَّاد بأنه أكثر الحيوانات حساسية للكهرباء. حيث تقع عيناه أعلى راسه مما ينتج عنه ضعف في الرؤية، والتي يجب تعويضها باستخدام خواص أخرى والتي تشمل كشف الكهرباء. وهناك العديد من أنواع الرَّعَّاد والأسماك المفلطحة خارج عائلة الرَّعَّاد المذكورة تحتوي على أعضاء كهربائية تقع في الذيل؛ ومع ذلك، يمتلك الرَّعَّاد عضوين كهربائيين على كل جانب من رأسه حيث يمر التيار من أسفل إلى أعلى سطح الجسم. يتحكم في هذه الأعضاء أربعة أعصاب مركزية من كل جانب من الفص الكهربائي، أو بالأخص الفص الدماغي، وهو يكون ذا لون مختلف عن بقية الدماغ. وتتفرع الأعصاب الرئيسية بشكل كبير ثم تلتصق بالجانب السفلي على كل صفيحة في البطاريات التي تتكون من أعمدة سداسية في تشكيل يشبه قرص العسل: يتكون كل عمود من 140 إلى نصف مليون صفيحة هلامية. في الأسماك البحرية، ترتبط هذه المجموعات كحلقة موازية حيث توجد بطاريات المياه العذبة في سلاسل، مُرسلة شحنات ذات فولت أعلى حيث لا يمكن إصدار كهرباء في المياه العذبة بالإضافة إلى المياه المالحة. فربما باستخدام مثل هذه البطارية يمكن لسمكة الرَّعَّاد المتوسطة أن تصطاد فريسة أكبر صعقًا بالكهرباء باستخدام تيار كهربي يبلغ 30 أمبير وجهد كهربي من 50 إلى 200 فولت وهو ما يشبه تأثير إسقاط موصلات رئيسية المُشغلة لمجفف الشعر في حوض الاستحمام.

## التصنيف
هانك أكثر من 60 نوعاً من الرَّعَّاد مُجمعة في 12 جنساً، و3 فصائل. تتغذى عائلة الطربيدات على الفرائس الكبيرة، من حيث الحجم، والتي تصعقها باستخدام أعضائها الكهربية، وتبتلعها كلها، بينما تتخصص عائلة النارسينديس في الفرائس الصغيرة، من حيث الحجم، أو في الطبقات السفلية الموجودة في قاع البحر. ويستخدم كلتا العائلتين الكهرباء للدفاع عن أنفسهم، لكن لم يتبين بعد ما إذا كانت عائلة النارسينديس، تستخدم الكهرباء في الحصول على غذائها.
- فصيلة النارسينيديه (الرَّعَّاد)
  - عائلة فرعية النارسينينيه (القلوانيين)
    - الجنس بينثوباتيس
    - الجنس ديبلوباتيس
    - الجنس ديسكوبيج
    - الجنس نارسين (المخدر/القلواني)

  - عائلة فرعية ناركينييه (الرَّعَّاد النائم)
    - الجنس كراسينارك
    - الجنس الكهرباء
    - الجنس هيترونارس
    - الجنس Narke
    - الجنس Temera
    - الجنس تيفلونارك
- فصيلة الطربيدات (الرَّعَّاد الكهربائي)
  - فصيلة فرعية هايبنينيه (الرَّعَّاد الكفني)
    - الجنس نائمة

  - فصيلة فرعية الطربيدات
    - الجنس طربيد

## وصلات خارجية
- فيديو: سمك الرعاد في مضيق هرمز